# Саук
Саук (? - після 1079 року) - половецький хан, учасник русько-половецьких воєн.

## Біографія
Учасник російсько-половецьких воєн. Взимку 1078-1079 рр. разом з іншими половецькими ханами Асадуком і Белкатгіном здійснив похід на Русь, було спалено місто Стародуб і розорені його околиці. Чернігівський князь Володимир Мономах зі своїми воїнами та союзними йому половцями наздогнав половців і розгромив їх на річці Десні, Саук та Асадук потрапили в полон.
Хан Белкатгін був розгромлений наступного дня на схід від Новгорода-Сіверського. При цьому були звільнені бранці.
Надалі в джерелах хан не згадується.